# Ravaängestjärnarna
Ravaängestjärnarna är en sjö i Åre kommun i Jämtland och ingår i Indalsälvens huvudavrinningsområde. Sjön har en area på 0,0518 kvadratkilometer och ligger 482,8 meter över havet. Sjön avvattnas av vattendraget Bölesån.

## Delavrinningsområde
Ravaängestjärnarna ingår i det delavrinningsområde (704008-135499) som SMHI kallar för Ovan Fettjebäcken. Medelhöjden är 718 meter över havet och ytan är 19,31 kvadratkilometer. Det finns inga avrinningsområden uppströms utan avrinningsområdet är högsta punkten. Bölesån som avvattnar avrinningsområdet har biflödesordning 3, vilket innebär att vattnet flödar genom totalt 3 vattendrag innan det når havet efter 337 kilometer. Avrinningsområdet består mestadels av skog (55 procent) och kalfjäll (41 procent). Avrinningsområdet har 0,05 kvadratkilometer vattenytor vilket ger det en sjöprocent på 0,3 procent.